# Pfaffia tuberosa
Pfaffia tuberosa là loài thực vật có hoa thuộc họ Dền. Loài này được (Spreng.) Hicken miêu tả khoa học đầu tiên năm 1910.